# Locmiquélic
Locmiquélic (prononcé : /lɔk.mi.ke.lik/) est une commune française de l'Ouest de la France, située dans le sud du département du Morbihan et de la région Bretagne. Situé à proximité de la côte Atlantique et donnant directement sur la rade de Lorient, Locmiquélic est une commune essentiellement tournée vers la mer.
L’appellation bretonne Loc-Michaelic apparait dès 1385. Le territoire de la ville fait partie de la paroisse de Riantec jusqu'au XXe siècle. La croissance démographique du territoire pousse à la séparation en 1907, avant d'obtenir son statut de commune le 12 octobre 1919.
Locmiquélic constitue le deuxième territoire de son canton par sa densité en habitants et possède un patrimoine historique et touristique. On y trouve notamment le retranchement de Pen Mané, édifié lors de la guerre de Sept Ans. Avec ses nombreuses façades maritimes, la ville propose également un ensemble de paysages maritimes qui se renouvellent sans cesse par les jeux de lumière du ciel breton, en perpétuel changement.
La ville est jumelée avec la ville irlandaise de Castletownbere. C'est devant Locmiquélic, près de l'Île Saint-Michel, qu'a été coulé le bateau L'Isère qui a transporté la statue de la Liberté.

## Géographie

### Situation

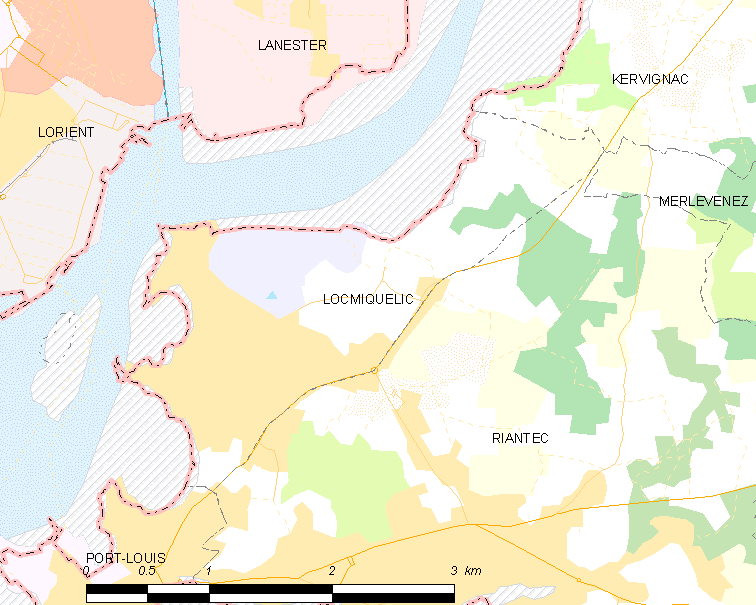
Carte de la commune de Locmiquélic.

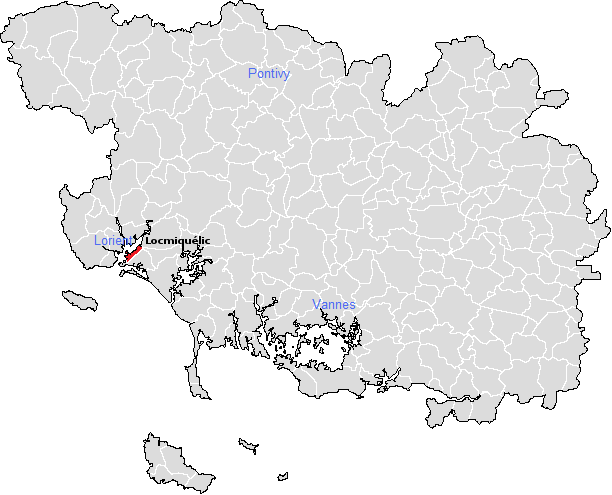
Localisation de Locmiquélic (en rouge) sur une carte du Morbihan.

Locmiquélic se situe à proximité de la côte Atlantique qui borde le Sud de la Bretagne. La ville est située à 2 kilomètres à vol d'oiseau au Sud-Est de Lorient (et 19 kilomètres par la route), à 44 kilomètres à l'Ouest de Vannes et à 130 kilomètres au Sud-Ouest de Rennes.
À quelques kilomètres de l'océan Atlantique nord, la commune est bordée à l'Ouest par la rade de Lorient et par l'estuaire ou ria du Blavet au Nord. La commune est limitrophe de Port-Louis au Sud, de Riantec à l'Est et de Kervignac au Nord-Est. Locmiquélic est une commune de la première couronne de l'agglomération lorientaise, malgré la séparation par la mer.
| Lanester     | Lanester    | Kervignac |
| Lorient      | Locmiquélic | Riantec   |
| Larmor-Plage | Port-Louis  | Riantec   |

### Description

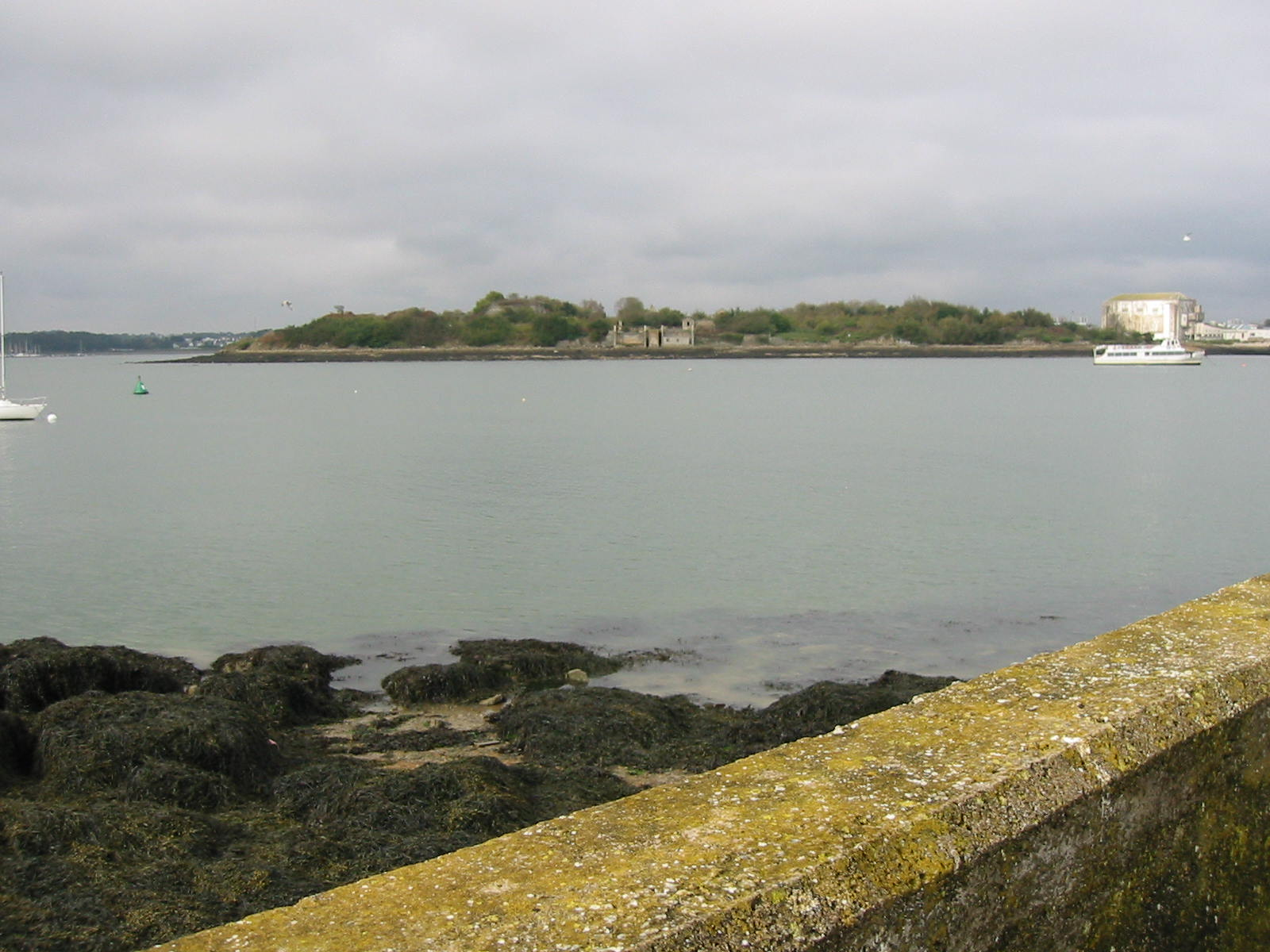
Vue sur l'île Saint-Michel depuis Locmiquélic.

Marcel Brunet décrit ainsi le littoral de Locmiquélic en 1912 : « À partir du Loch, les falaises  commencent et l'on se rend compte de l'action envahissante de la mer. (...) Les falaises ne tardent pas à devenir plus élevées. Elles atteignent de 4 m à 6 m et, à marée haute, les vagues battent leur base avec violence. Tous les jours il s'en écroule et l'on voit, le long de leurs crêtes, les vestiges d'un chemin qui, il y a deux ans, les longeait. Le nouveau chemin qu'on a tracé n'est, à certains endroits, qu'à 50 cm du bord. Dans la rade de Lomiquélic [Locmiquélic] les falaises atteignent la hauteur de 2 m à 5 m, si bien qu'à marée haute on se retrouve dans une crique dominée par des falaises avec, çà et là, de gros blocs émergeant. Au-delà de Pen-Mané se rencontre à nouveau la côte à pente insensible formée de sables et de graviers que prolonge une avancée de terrains marécageux que la mer vient recouvrir (...) Au cours de nos investigations, nous avons été frappés par la fréquence des murs de défense élevés par les habitants contre les emprises de l'océan ».

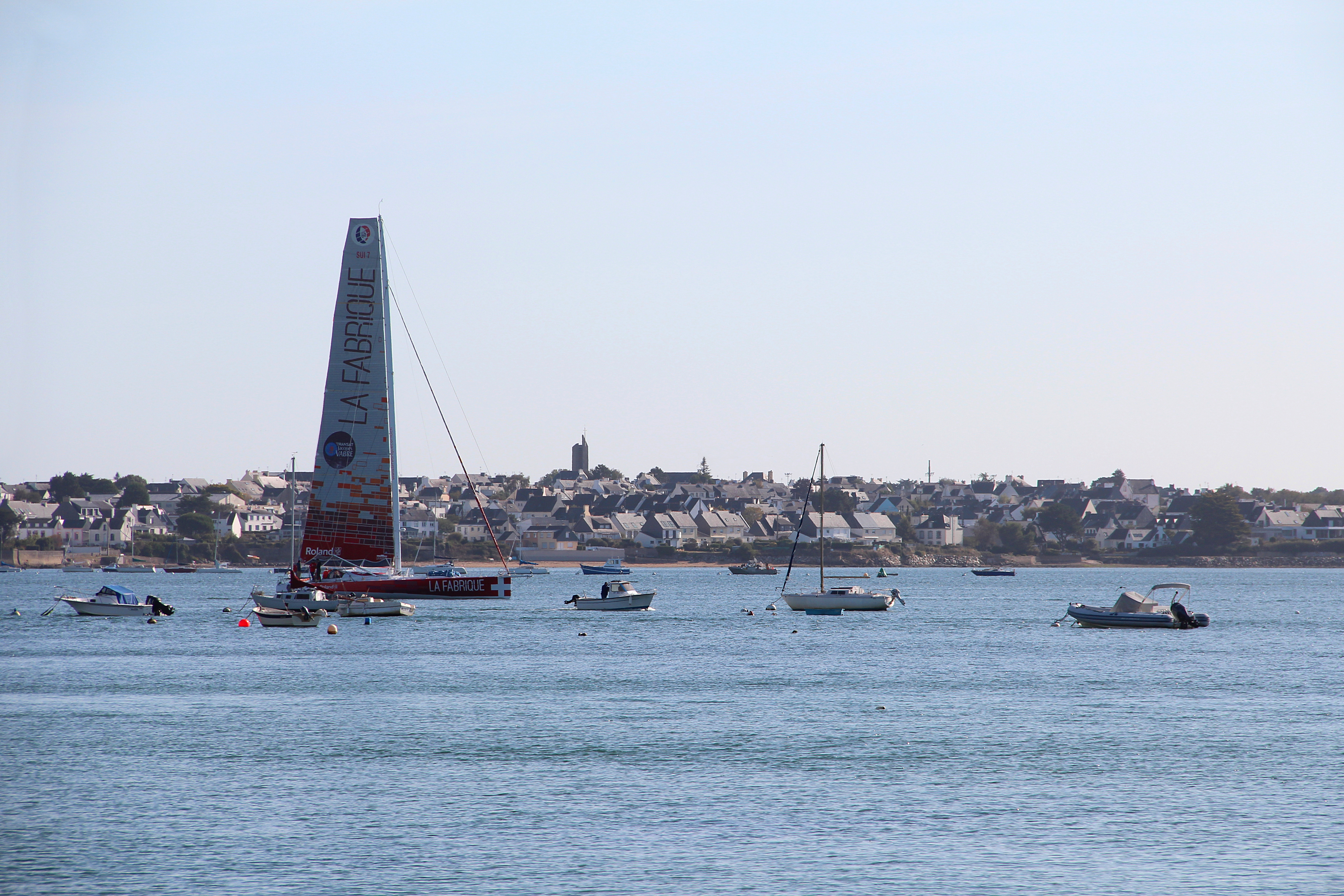
La ville de Locmiquélic et la Rade de Lorient.

Le littoral regarde globalement vers l'ouest-nord-ouest ; il voit se succéder d'amont vers l'aval une large baie peu prononcée entre Sterbouest et la pointe de Kerven, une autre baie plus marquée entre Kerven et Pen Mané, qui a la particularité d'être barrée par une digue protégeant la vasière de Pen Mané, la pointe de Pen Mané, la baie de Locmiquélic, la pointe de Sainte-Catherine (face à l'île Saint-Michel qui fait partie de la commune de Lorient) et la baie de Kerchicagne, partagée avec la commune voisine de Port-Louis. L'estran de la rive gauche de l'estuaire du Blavet découvre largement à marée basse, laissant apparaître le schorre des vasières.
Locmiquélic offre 7 kilomètres de façade sur la rade, ayant favorisé l'installation de 2 ports (Pen Mané et Sainte-Catherine) et de 2 chantiers navals. Les côtes accueillent également une réserve ornithologique dans la vasière de Pen Mané, ainsi que des promenades aménagées.
Côté terre, la limite orientale de la commune suit la RD 781 (ancienne Route nationale 781) dont le tracé a d'ailleurs servi à établir la limite communale lors de la création de la commune. Les altitudes du finage communal sont peu élevées, atteignant au maximum 20 mètres vers l'est, près de Kervihan (et 19 mètres en bordure du littoral au niveau du fort de Pen Mané), la majeure partie du territoire communal étant à quelques mètres seulement au-dessus du niveau de la mer.

### Voies de communication et transports
La situation géographique de Locmiquélic, excentré par rapport à Lorient notamment, fait que la ville n'est pas à proximité directe des grands axes routiers de la région. Locmiquélic est desservi par la route départementale 781, qui mène à la route nationale 165, distante de 8 kilomètres vers le Nord, et reliant Nantes à Brest. Cette même route départementale relie également la ville aux communes voisines de Port-Louis et Riantec et se poursuit sur l'ensemble du littoral Sud du Morbihan.
Sa côte maritime permet à la ville de se doter de deux ports, celui de Sainte-Catherine à l'ouest de la ville, et celui de Pen Mané au nord. Ces ports se trouvent sur la rade de Lorient et permettent de rejoindre la sous-préfecture en moins de dix minutes de bateau, notamment grâce aux services de transports en commun de la CTRL. La compagnie fournit trois liaisons : 
| Ligne | B1 |  | Locmiquélic - Pen Mané ↔ Lorient - Quai des Indes               |
| Ligne | B3 |  | Locmiquélic - Sainte-Catherine ↔ Lorient - Port de Pêche        |
| Ligne | B5 |  | Port-Louis - La pointe ↔ Locmiquélic ↔ Lorient - Quai des Indes |

Chaque port propose également des pontons (457 à Sainte Catherine et 150 à Pen Mané) pour accoster les bateaux de plaisance.
En plus des bateaux, la CTRL dessert Locmiquélic depuis 2002 avec des lignes de bus régulières, traversant les communes avoisinantes. Les navettes maritimes assurent les correspondances avec la rive gauche et notamment Lorient, desservi de l'autre côté par le réseau de bus de Lorient également. Une ligne dessert la commune :
| Ligne | 16 |  | Riantec - Sébastopol ↔ Locmiquélic ↔ Port-Louis - La Pointe |

La ville de Locmiquélic ne possède ni gare ferroviaire, ni aéroport. Les gares SNCF les plus proches sont celles de Hennebont, desservi par les TER Bretagne, et la gare de Lorient avec des liaisons nationales, via Rennes. Toutes deux sont situées sur la ligne de Savenay à Landerneau. L'aéroport le plus proche est celui de aéroport de Lorient Bretagne Sud, sur la commune de Plœmeur, à 8 kilomètres à vol d'oiseau et 25 kilomètres par la route.

### Hydrographie
Pour un article plus général, voir Réseau hydrographique du Morbihan.
La commune est située dans le bassin Loire-Bretagne. Elle est drainée par divers petits cours d'eau,.

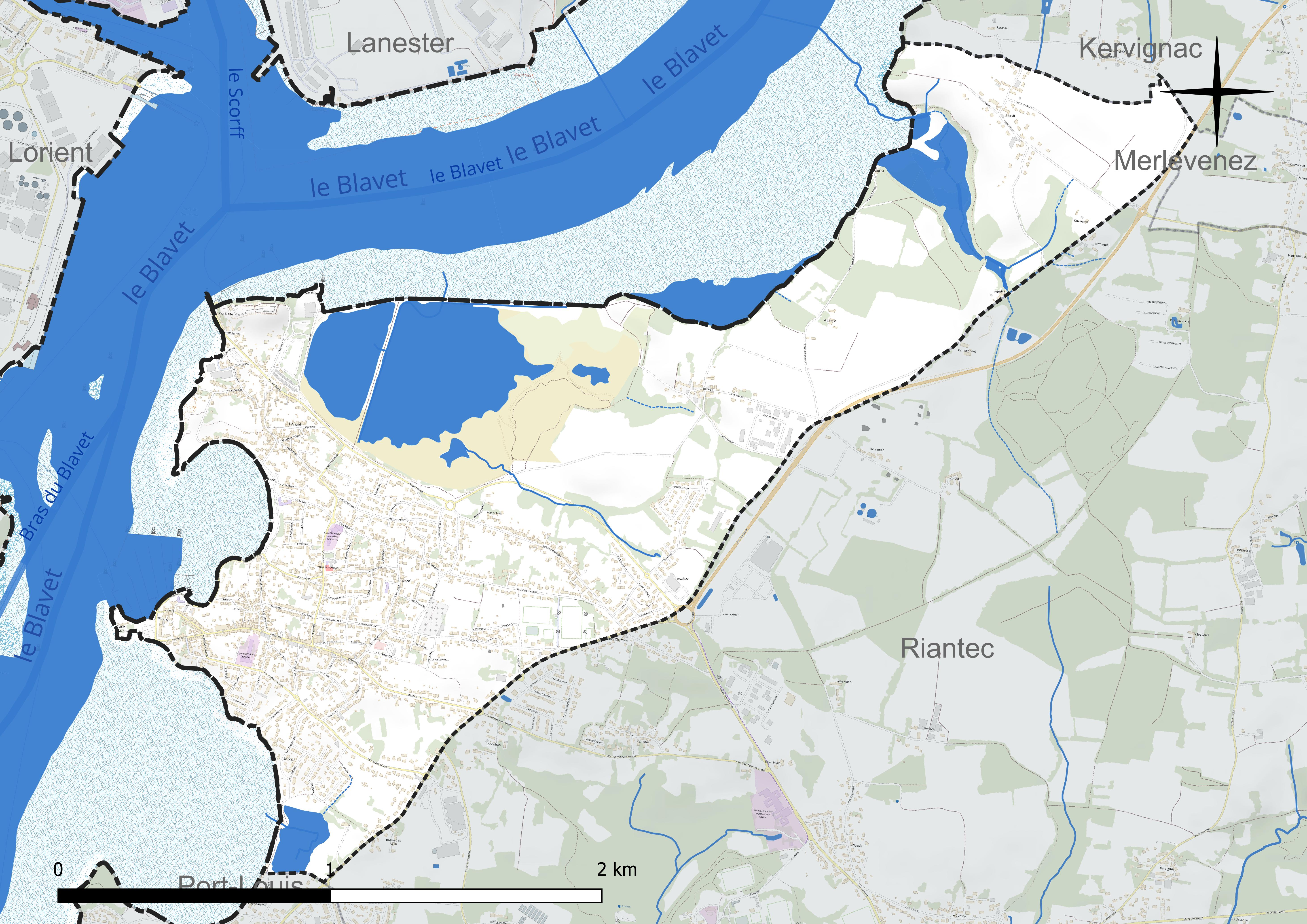
Réseau hydrographique de Locmiquélic.

### Climat
Pour des articles plus généraux, voir Climat de la Bretagne et Climat du Morbihan.
En 2010, le climat de la commune est de type climat océanique franc, selon une étude du CNRS s'appuyant sur une série de données couvrant la période 1971-2000. En 2020, Météo-France publie une typologie des climats de la France métropolitaine dans laquelle la commune est exposée à un climat océanique et est dans la région climatique  Bretagne orientale et méridionale, Pays nantais, Vendée, caractérisée par une faible pluviométrie en été et une bonne insolation. Parallèlement l'observatoire de l'environnement en Bretagne publie en 2020 un zonage climatique de la région Bretagne, s'appuyant sur des données de Météo-France de 2009. La commune est, selon ce zonage, dans la zone « Intérieur », exposée à un climat médian, à dominante océanique.
Pour la période 1971-2000, la température annuelle moyenne est de 12 °C, avec une amplitude thermique annuelle de 11,3 °C. Le cumul annuel moyen de précipitations est de 890 mm, avec 14 jours de précipitations en janvier et 6,7 jours en juillet. Pour la période 1991-2020, la température moyenne annuelle observée sur la station météorologique la plus proche, située sur la commune de Quéven à 9 km à vol d'oiseau, est de 12,2 °C et le cumul annuel moyen de précipitations est de 943,3 mm,. Pour l'avenir, les paramètres climatiques de la commune estimés pour 2050 selon différents scénarios d’émission de gaz à effet de serre sont consultables sur un site dédié publié par Météo-France en novembre 2022.

## Urbanisme

### Typologie
Au 1er janvier 2024, Locmiquélic est catégorisée ceinture urbaine, selon la nouvelle grille communale de densité à sept niveaux définie par l'Insee en 2022.
Elle appartient à l'unité urbaine de Riantec-Locmiquélic, une agglomération intra-départementale regroupant trois  communes, dont elle est ville-centre,,. Par ailleurs la commune fait partie de l'aire d'attraction de Lorient, dont elle est une commune de la couronne,. Cette aire, qui regroupe 31 communes, est catégorisée dans les aires de 200 000 à moins de 700 000 habitants,.
La commune, bordée par l'océan Atlantique, est également une commune littorale au sens de la loi du 3 janvier 1986, dite loi littoral. Des dispositions spécifiques d’urbanisme s’y appliquent dès lors afin de préserver les espaces naturels, les sites, les paysages et l’équilibre écologique du littoral, tel le principe d'inconstructibilité, en dehors des espaces urbanisés, sur la bande littorale des 100 mètres, ou plus si le plan local d’urbanisme le prévoit.

### Occupation des sols
L'occupation des sols de la commune, telle qu'elle ressort de la base de données européenne d’occupation biophysique des sols Corine Land Cover (CLC), est marquée par l'importance des territoires artificialisés (47,6 % en 2018), en augmentation par rapport à 1990 (42,3 %). La répartition détaillée en 2018 est la suivante : 
zones urbanisées (47,6 %), zones agricoles hétérogènes (37,2 %), zones humides côtières (5,6 %), terres arables (5,5 %), forêts (3,9 %), eaux maritimes (0,1 %). L'évolution de l’occupation des sols de la commune et de ses infrastructures peut être observée sur les différentes représentations cartographiques du territoire : la carte de Cassini (XVIIIe siècle), la carte d'état-major (1820-1866) et les cartes ou photos aériennes de l'IGN pour la période actuelle (1950 à aujourd'hui).

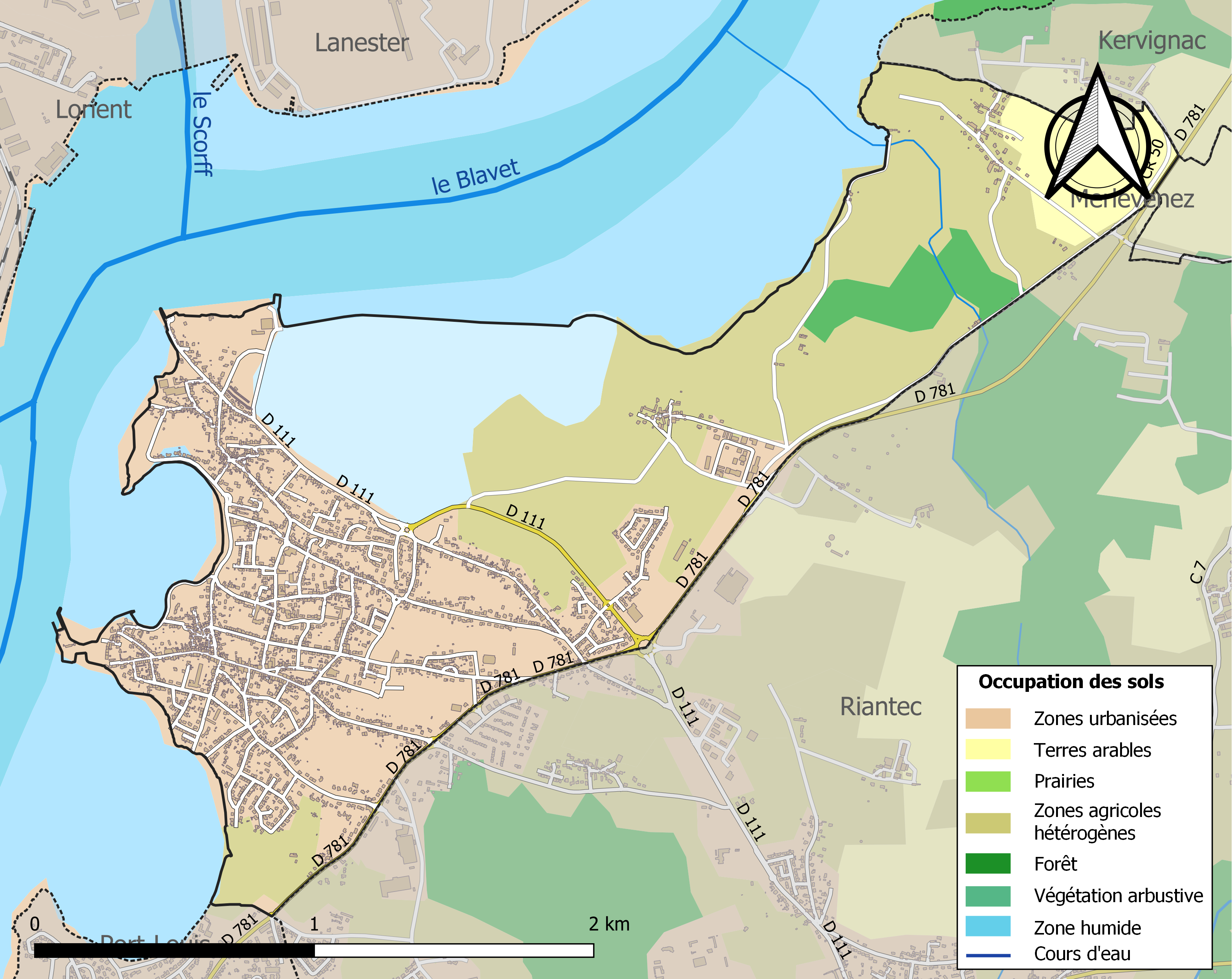
Carte des infrastructures et de l'occupation des sols de la commune en 2018 (CLC).

## Toponymie
Locmiquélic, en breton Lokmikaelig, provient de Lok, le monastère, et Mikael, Michel — Ig étant un diminutif. Lokmikaelig signifie donc un lieu de culte dédié à saint Michel.
Le diminutif est sans doute lié à la présence au milieu de la rade lorientaise, sur l'île de Tanguethen dite « Île Saint-Michel », d'un ancien prieuré dédié à ce saint.
Les habitants de Locmiquélic sont traditionnellement surnommés les "Minahouets" ; l'origine de ce surnom : voir plus bas "Origine du terme Minahouët".

## Langue bretonne
L’adhésion à la charte Ya d’ar brezhoneg a été votée par le conseil municipal le 27 février 2018.

## Histoire

### Moyen-Âge
La paroisse de Riantec, qui englobait également à l'origine Locmiquélic, Port-Louis et Gâvres, fut, selon Joseph Loth et Henri François Buffet, créée au VIe siècle durant l'émigration bretonne. D'après Erwan Vallerie, elle est issue du démembrement au moyen-âge de la paroisse de Plouhinec.
L'embouchure du Blavet devient une zone de frontières à partir du XIe siècle. Alors que sa rive droite appartient au Kemenet-Héboé, la rive gauche — où se trouve Locmiquélic aujourd'hui — est dirigée par la châtellenie de Nostang, qui se compose des paroisses de Nostang, Kervignac, Merlevenez, Plouhinec et Riantec. Entre 1264 et 1278, la ville d'Hennebont est bâtie et devient le chef-lieu de cette châtellenie.
Le nom breton « Loc-Michaelic » apparaît lui dès 1385. Il désigne un lieu dédié à saint Michel, par le préfixe « Loc », ermitage en breton, et « Mikaëlig » pour Michel. Il est presque certain qu'il s'agit de l'île Saint-Michel, au milieu de la rade, où se trouvait un monastère, dont Locmiquélic, avec l'emplacement de l'actuel port Sainte-Catherine, aurait constitué l'embarcadère. L'île Saint-Michel est surmontée d'un tumulus sur lequel a été bâtie une chapelle dédiée à saint Michel.
Le propriétaire de l'île, seigneur d'Hennebont, maitre du Kemenet-Héboé, disposait dès avant le XIe siècle du droit de prélever une taxe sur les marchandises circulant par bateau sur la rade, ainsi que sur le vin débarqué au port de Blavet. Cependant, Huelin d'Hennebont fit don en 1037 de cette île stratégique ainsi que des églises Saint-Gurthiern et Saint-Méloir de l'île de Groix à l'abbaye Sainte-Croix de Quimperlé, lui assurant de confortables revenus. Les abbés y établirent le prieuré de Saint-Michel-des-Montagnes.
Le 17 mars 1447, le duc Pierre de Bretagne cède l'île Sainte-Catherine aux Franciscains, qui y édifient un couvent occupé par les Récollets, et une chapelle en 1448 au plus tard. Le couvent de Sainte-Catherine bénéficie d'une fondation de Louis II de Rohan, seigneur de Guémené, et de sa femme Louise de Rieux. Le bâtiment était cerné de murailles et relié à la terre ferme par une chaussée étroite d'une centaine de pas de longueur, laissant passage à la mer qui entourait le couvent à chaque marée. Lors des guerres de la Ligue, les habitants de Blavet s'emparèrent du couvent Sainte-Catherine du Blavet, situé au pied du village de Locmiquélic et susceptible d'être défendu.
Le 10 octobre 1589 René d'Arradon, frère de Jérôme et seigneur de Camors, partit d'Hennebont avec 45 cuirasses [hommes d'armes] et 70 arquebusiers et s'empara du couvent Sainte-Catherine (« là où il y avait ceux de Lopesdran [Port-Louis] qui tenoient le party du roy de Navarre qui est huguenot ; il entra dedans incontinent ; il se sauva qui estoient dedans  et en fut tué quelques-uns et prins prisonnier huit » écrit Jérôme d'Arradon) ; mais appelé par le duc de Mercœur pour lui prêter main-forte à Dinan, René d'Arradon quitta Sainte-Catherine, qui fut repris par les Blavétins.

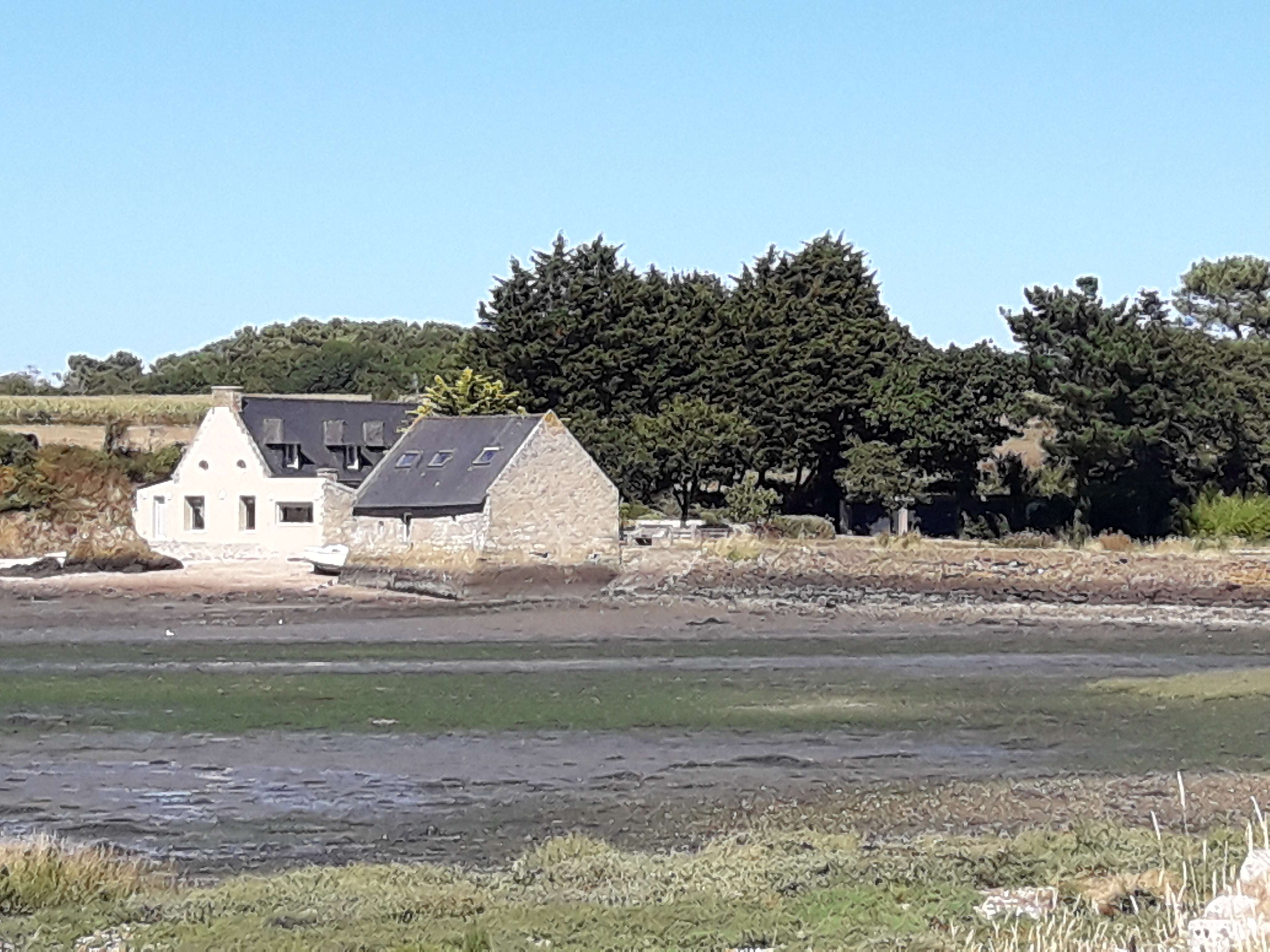
Le moulin à marée de Sterbouest.

Le moulin à marée de Sterbouest daterait de 1478 et aurait appartenu initialement à l'abbaye de la Joie d'Hennebont.
Les droits ecclésiastiques sur la rade prirent fin avec la création de Port-Louis, le 17 juillet 1618.

### Époque moderne

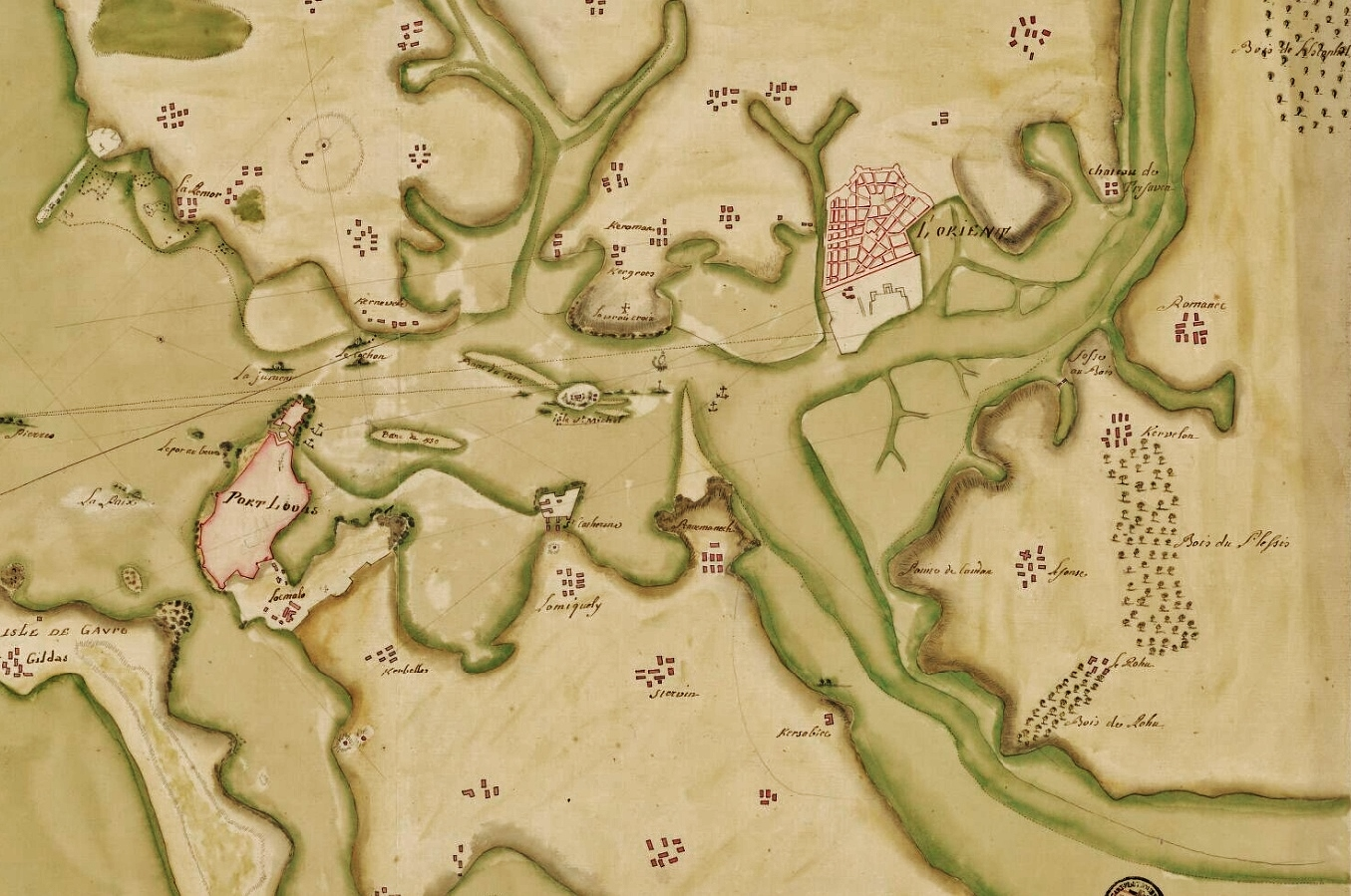
Plan de la Rade de Lorient vers le milieu du XVIIe siècle.

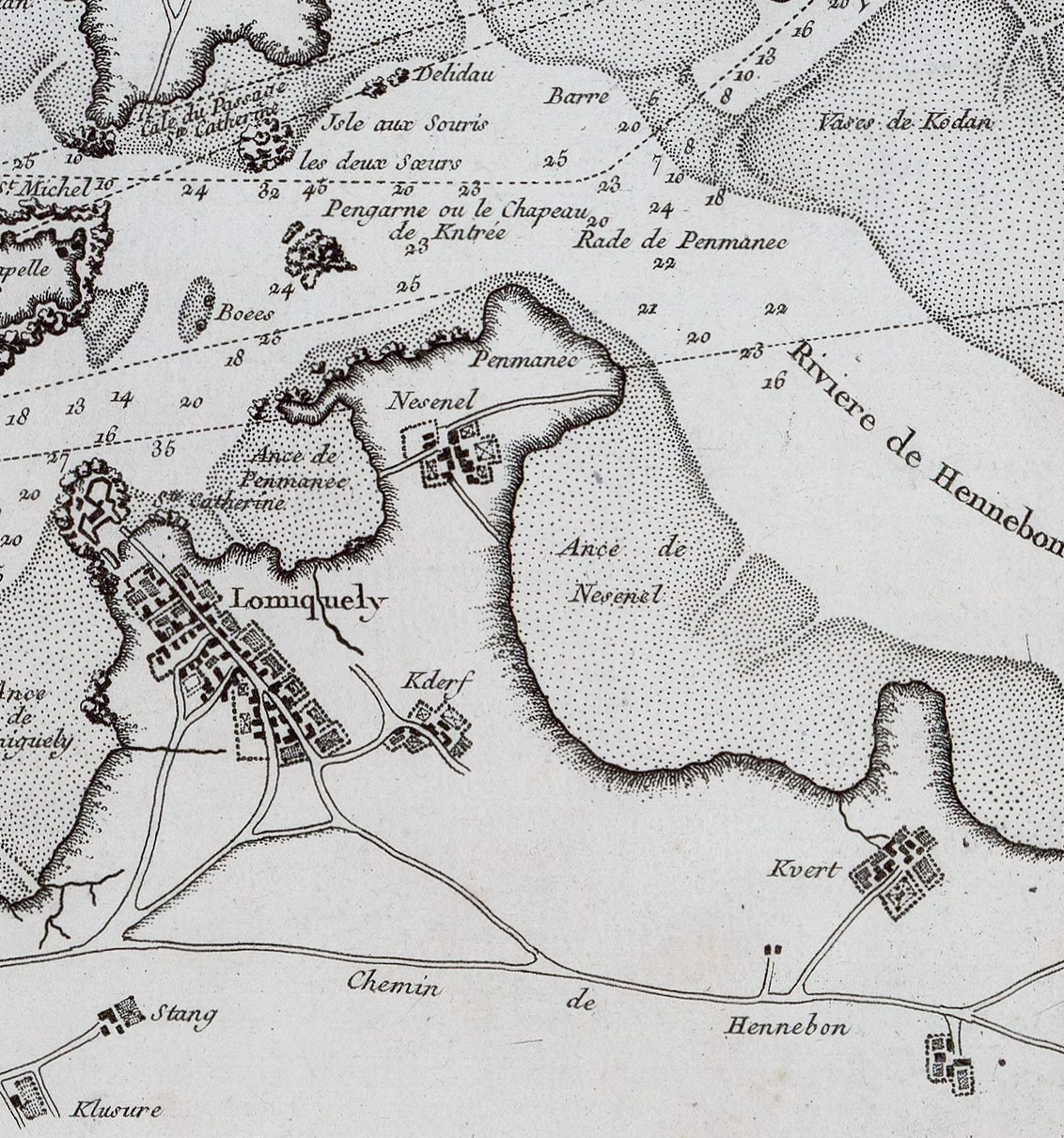
Carte de la région de Locmiquélic en 1764 (par Jacques-Nicolas Bellin).

Au XVIIe siècle, les carrières de granit dont est pourvu le littoral de Locmiquélic servent à la construction de la ville de Lorient qui s'agrandit rapidement avec l'essor de la Compagnie des Indes. À cette époque, les habitants de Locmiquélic se consacrent essentiellement à la pêche et à la construction navale.
En 1753 Thomas Rapion de La Placelière et son épouse achètent le manoir noble de Kersabiec et la métairie qui en dépendait. Un aveu du 16 septembre 1758 indique que Madame de la Placelière, devenue veuve, possède « toutes prérogatives et prééminences en l'église paroissiale de Riantec (..), [qu']elle a droit de banc et parquet au haut du chœur de ladite église et tombes élevées de terre de deux coudées et droit d'avoir des armes es vitres d'icelles ». Elle avait aussi droit de prééminence en « l'église de Saint-Pierre au Port-Louis ainsi qu'à la chapelle du couvent de Sainte-Catherine-sur-Blavet ». Elle disposait aussi du droit de haute, moyenne et basse justice, y compris « d'avoir patibulaires à deux poteaux et gibets pour la punition des crimes et autres marques de justice ».
Le fort de Pen Mané est une ancienne redoute construite en 1761 pour protéger Lorient des invasions terrestres anglaises.

### LeXIXesiècle

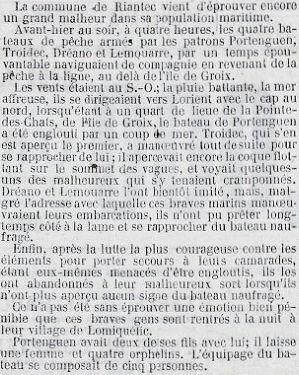
Le récit du naufrage d'un bateau de pêche de Locmiquélic en 1859 (journal Le Pays du 20 avril 1859).

Au XIXe siècle, la pêche à la sardine devient florissante. Une flotte de pêche est constituée à la pointe de Pen Mané. Les pêcheurs de Locmiquélic participaient tous les ans, le jour de la Saint-Jean (24 juin), comme ceux des ports voisins, à la Fête des Courreaux de Groix.
Entre janvier et mars 1866 Locmiquélic, alors simple hameau de Riantec, est frappé par une épidémie de variole : « Dans l'espace d'un mois le village a perdu, sur mille à onze cents âmes, plus de trente individus. Il faut convenir que les habitants de ce village sont placés dans les conditions les plus fâcheuses d'hygiène, entourés de vases du côté de la mer; vivant au milieu de flaques d'eau et de fumiers infects. De tout temps ce village a eu le triste privilège de payer un large tribut à toutes les influences morbides régnantes. Les hommes, qui sont presque tous pêcheurs, qui se nourrissent mieux  et qui séjournent, une grande partie de leur existence, ont été presque tous épargnés ; ce sont les femmes et les enfants qui ont fourni les victimes » écrit le docteur Bodélio.
Une chapelle et une école sont construites en 1870 près de l'ancien monastère de Sainte-Catherine ; une section électorale et un bureau d'état-civil sont créés en 1899. De nouveaux quartiers se développent autour du village de Nézenel (actuelle Rue des Bons Enfants) dont le nom s’efface peu à peu, ainsi qu'autour de Talhouet et de Kerderff, où sont construits le groupe scolaire public (ouvert en 1896), l'école privée Sainte-Anne et où prend place le cimetière.
Le 8 août 1887 un violent incendie détruisit 24 maisons dans le village de Locmiquélic. Le 21 juillet 1892 un autre incendie détruisit 11 maisons de pêcheurs dans le village de Henezenel [Nézenel] à Locmiquélic, alors en Riantec.
À la fin du mois de novembre 1892 une épidémie de diarrhée cholériforme frappa la région de Lorient : dans la seule journée du 23 novembre 20 cas, provoquant 4 décès, furent recensés dans le seul village de Locmiquélic.
Les naufrages étaient fréquents : par exemple le 7 octobre 1889 le canot Les Cinq-Sœurs, de Locmiquélic, sombra au large de la pointe de Gâvres ; le naufrage fit 4 morts et un rescapé. en décembre 1886 le bateau de pêche Marie-Louise, qui avait quitté Lomener pour se rendre à Locmiquélic sombra victime d'une tempête au large de l'île de Groix ; le naufrage fit 7 victimes. En juillet 1895 la chaloupe de pêche Emma, de Locmiquélic, fit naufrage au large de l'Île d'Yeu ; le naufrage fit 5 victimes, laissant 4 veuves et cinq orphelins. En août 1898 le Papillon, un bateau de pêche de Locmiquélic sombra victime de la tempête au large du Pouldu : deux hommes se noyèrent, deux autres furent sauvés.

### LeXXesiècle

#### La Belle Époque
Dans une délibération du Conseil Général de 1914, le Préfet relate : « Pour la première fois en 1905, les habitants de la section de Locmiquélic en Riantec ont demandé l'érection de cette section en commune distincte. Ils justifient cette mesure en faisant valoir la distance qui sépare les deux bourgs, distance telle que la commune mère s'était trouvée dans l'obligation de dédoubler les services municipaux et d'en installer une partie à Locmiquélic [...]. C'est ainsi qu'il existe actuellement dans cette section un service d'état-civil, une école, une église et un cimetière. » Après des discussions sur la limite communale à adopter, le conseil municipal de Riantec vote à nouveau cette érection dans une délibération du 21 avril 1912. Enfin, dans une enquête publique en septembre 1912, quelques habitants de la section de Locmiquélic demandent le maintien en une commune unique, sans pour autant s'organiser comme une opposition franche.

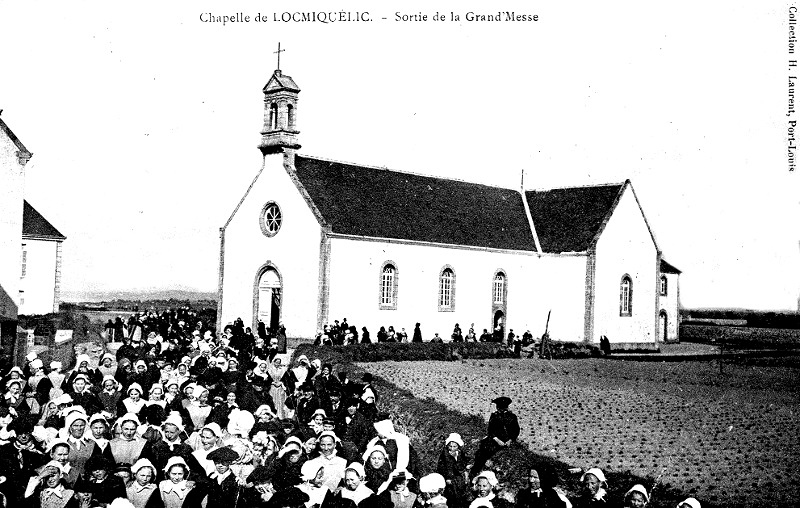
La sortie de la grand-messe à la chapelle de Locmiquélic (carte postale Henri Laurent, vers 1910).

En 1906, la revue catholique Le Correspondant déplore qu'à Locmiquélic, de même que dans les ports voisins, on ne voit que très peu d'hommes à la messe, mais que les femmes par contre y assistent nombreuses.
Locmiquélic est érigée en paroisse en 1907 et en commune le 12 octobre 1919 à partir de Riantec avec 3 842 habitants, mais elle doit attendre 1936 pour atteindre le seuil des 2 000 habitants agglomérés au chef-lieu pour obtenir la qualité de « ville ».
Le 21 octobre 1913 « le conseil d'arrondissement, après avoir pris connaissance des délibérations du conseil municipal [de Riantec] et de la commission syndicale, des pétitions d'un certain nombre de protestataires [...] vote à l'unanimité l'érection en commune de la section de Locmiquélic. Cette nouvelle commune comprendra tous les terrains situés sur la rive gauche de la route de Port-Louis à Hennebont ». En raison de la partition, Riantec qui comptait 7 211 habitants lors du recensement de 1910, se voit réduit à 3 575 et la nouvelle commune de Locmiquélic 3 689 habitants. Une recette postale auxiliaire ouvrit à Locmiquélic en décembre 1912.
Le 21 septembre 1911 la chaloupe de pêche Les Quatre-Frères, de Locmiquélic, sombra au large de Lorient ; le naufrage fut 4 victimes. En mars 1914 plusieurs bateaux de pêche de Locmiquélic furent victimes des tempêtes successives. Un autre, le Va-de-Bon-Cœur, chavira lors d'une tempête en mai 1914.

#### La Première Guerre mondiale

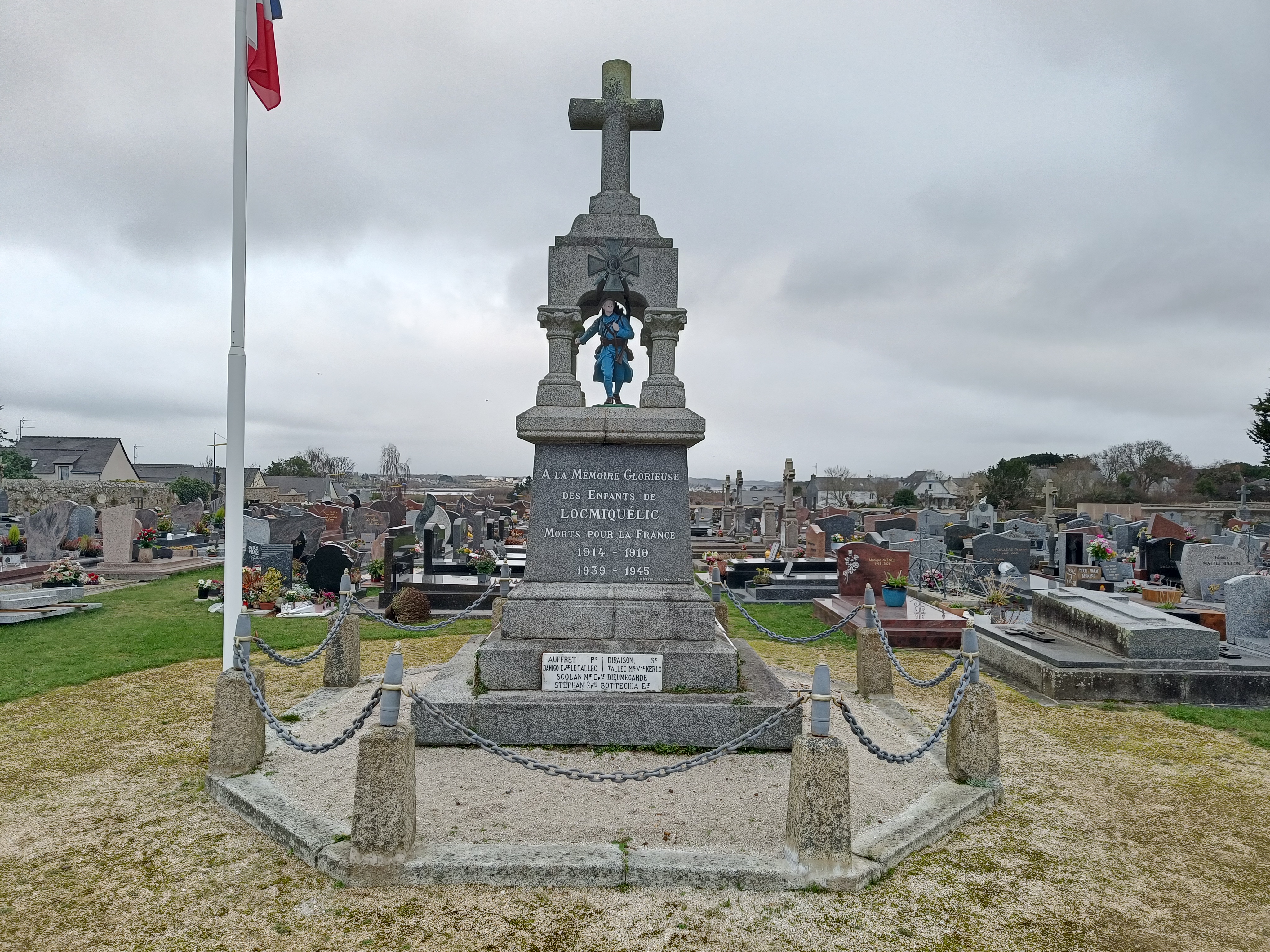
Monument aux morts de la ville situé dans son cimetière

Le monument aux morts de Locmiquélic porte les noms de 138 soldats et marins morts pour la France pendant la Première Guerre mondiale : parmi les 108 pour lesquels les circonstances du décès sont indiquées, 22 sont des marins morts en mer ; 6 sont des soldats morts sur le front belge dont 4 dès 1914 ;  Henry Courtet, sergent au 6e régiment d'infanterie coloniale, est mort le 4 mai 1915, Théophile Michaux, marsouin dans le même régiment le 21 juin 1915 et Pierre Le Moing, marsouin au 56e régiment d'infanterie coloniale le 30 octobre 1915 lors de la Bataille de Sedd-Ul-Bahr (Turquie) ; Ernest Le Port, quartier-maître électricien à bord du sous-marin Mariotte est mort de maladie le 13 octobre 1916 alors qu'il était en captivité en Turquie ; Jean Danigo, légionnaire au 1er régiment de marche d'Afrique, est mort le 30 juin 1916 en Grèce et Eugène Mollo tué à l'ennemi le 22 mars 1917 à Monastir, désormais en Macédoine du Nord, tous deux dans le cadre de l'expédition de Salonique ; Pierre Le Port est mort à Mexico le 8 mai 1915 dans le cadre d'une opération de maintien de l'ordre à la légation de France ; un (Jean Stephant) est mort de maladie alors qu'il était prisonnier de guerre en Allemagne le 14 novembre 1918, soit trois jours après l'armistice ; les autres sont morts sur le sol français ; parmi eux, par exemple, Laurent Fichet, né le 28 juillet 1894 à Locmiquélic, blessé mortellement le 26 août 1918 à Arvillers (Somme). Les biographies de Mathurin Fayot, Jean-Marie Scolan et Laurent Annic, trois soldats de Locmiquélic morts pour la France, sont disponibles sur un site Internet.
Le monument aux morts de Locmiquélic est inauguré en octobre 1920 par Jean-Louis Danic, alors maire de Locmiquélic. Le monument est surmonté d'une croix latine et également orné de la croix de guerre ; la présence d'une croix au-dessus du monument suscita des oppositions, y compris du préfet qui rappela la loi du 9 décembre 1905 interdisant la présence de symboles religieux sur des monuments publics, mais le maire fit remarquer que tous les morts pour la France de la commune étaient de religion catholique et que le monument, placé dans le cimetière, pouvait être considéré comme un monument funéraire collectif.

#### L'Entre-deux-guerres
En octobre 1920 Locmiquélic reçoit une subvention du Conseil général du Morbihan pour la réfection de son groupe scolaire « en très mauvais état ».
De 1920 à 1940, la pêche artisanale au chalut est en plein essor. La langoustine est la plus pêchée et donne lieu, encore de nos jours, à une fête traditionnelle. La construction d'un môle-abri à Sainte-Catherine est décidée en 1922. « Les voiles rouges des sardiniers de Locmiquélic, de Pen-Mané et de Kernevel fuient sur l'eau calme vers le grand large. Un thonier à la proue tricolore jette l'ancre devant Sainte-Catherine » écrit René Barbier dans un roman publié en feuilleton dans le journal L'Ouest-Éclair en 1926. En 1931 près de la moitié des hommes de Locmiquélic déclarent exercer la profession de marin-pêcheur, alors que leurs ancêtres étaient presque exclusivement agriculteurs un siècle plus tôt ; au début du XXIe siècle il n'y a presque plus de pêcheurs à Locmiquélic.

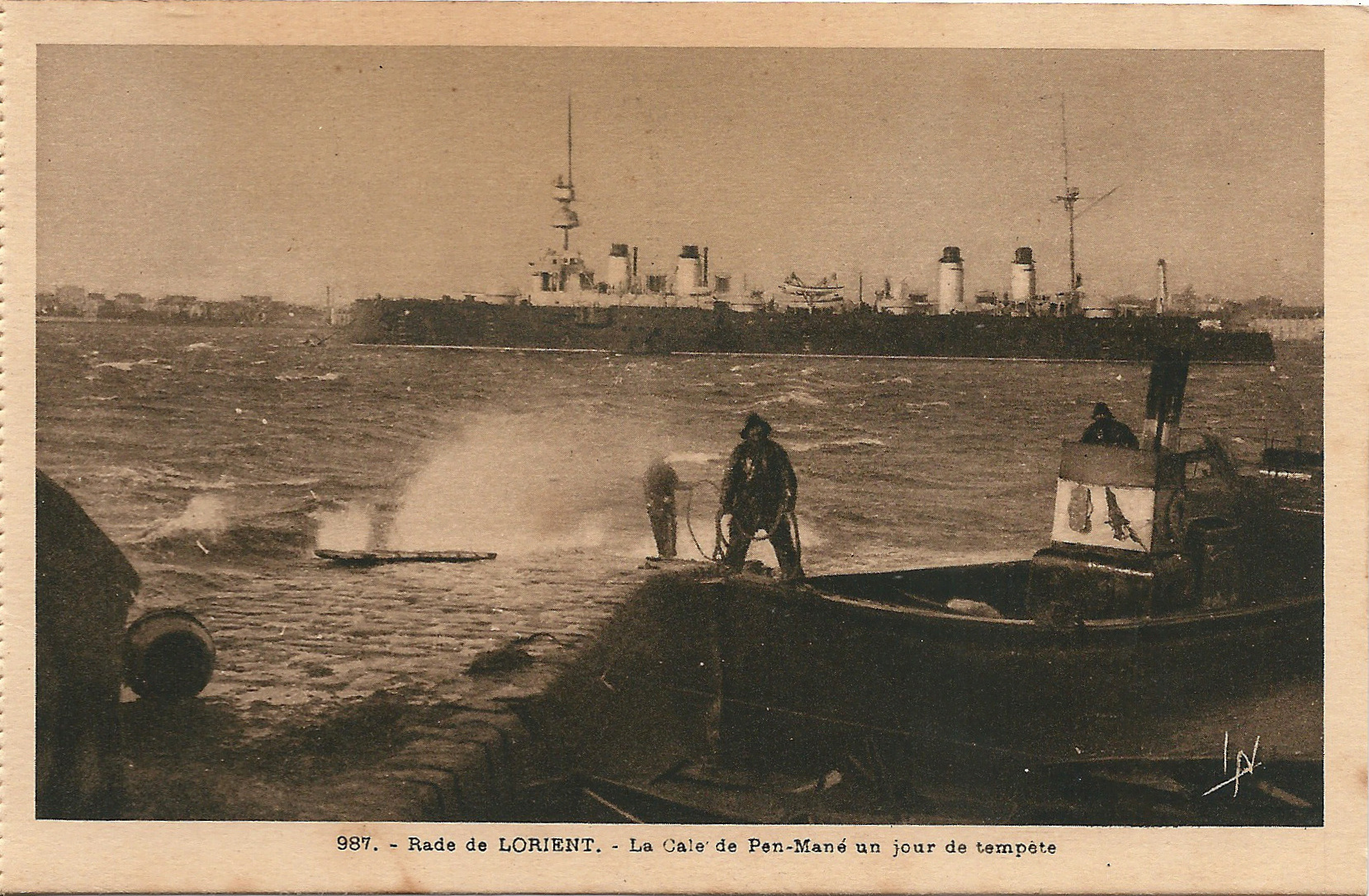
La cale de Pen-Mané un jour de tempête (carte postale, vers 1936).

Plusieurs bateaux de pêche de Locmiquélic furent victimes de naufrages pendant l'Entre-deux-guerres : par exemple le 28 novembre 1924 la Blonde-Yvonne disparut au large de Lorient ; le naufrage fit 7 victimes. Un dundee de pêche dont seuls les mâts émergeaient est aperçu par le guetteur du sémaphore de Gâvres le 5 avril 1926.
La tempête du 19 septembre 1930 fit de nombreux dégâts et des victimes à Locmiquélic. Le journal L'Ouest-Éclair lança une souscription pour venir en aide aux victimes de toute la côte lorientaise.
Le 26 juin 1934, l'abordage en Rade de Lorient de la vedette Prospérité, de la "Société coopérative de vedettes de Locmiquélic" (qui transportait une centaine de personnes), par le vapeur Marie-Ange, de Lorient, fit 6 morts et 6 disparus.

#### La Seconde Guerre mondiale
A proximité de Lorient, point stratégique militaire, Locmiquélic est investi par les Allemands dès 1940. L'impact de la guerre sur la vie locale s'intensifie cependant pendant l'hiver 1942-1943, où des enfants de Locmiquélic furent envoyés dans des camps scolaires en Bretagne intérieure pour fuir les bombardements, après un appel de la préfecture à évacuer. La ville a été gravement sinistrée pendant la Seconde Guerre mondiale, les bombardements de la Royal Air Force visant Lorient frappant à plusieurs reprises Locmiquélic : par exemple le journal La Dépêche de Brest et de l'Ouest écrit le 22 mars 1941 : « À Locmiquélic, petit port qui n'a rien de militaire, et où il n'y a même pas un soldat allemand, une maison a été écrasée par les bombes. Six personnes ont été tuées, dont deux fillettes en bas âge. Il y a eu trois blessés graves et plusieurs légèrement atteints »,. L'école publique Jean-Marie-Georgeault est occupée par les Allemands et est en partie brûlée par des bombes incendiaires en 1943-1944 (elle a été déconstruite en 2019).
Deux femmes de Locmiquélic, Marie-Jeanne Philippe et Aline Thépaut, ont travaillé pour la Résistance « en toute discrétion mais efficacité ». Une plaque commémorative porte les noms de sept résistants morts pour la France pendant la Seconde Guerre mondiale, : 
- Adolphe Gabellec, gendarme résistant FFI, mortellement blessé lors d'un combat au maquis de Saint-Marcel est décédé le 19 juin 1944 à Saint-Servant ;
- Maurice Le Golvan, aussi résistant FFI, tué à l'ennemi le 17 avril 1944 à Guénin ;
- Roger Dréanno, aussi résistant FFI, fusillé le 28 juin 1944 près de Quimper ;
- Joseph Le Tréquesser (dit Valentin Le Tréquesser), gendarme, fusillé à la citadelle de Port-Louis le 3 juin 1944 ;
- Joseph Guyonvarch, mort en mer le 21 décembre 1943 lors du naufrage du Chasseur 5 Carentan, bateau chasseur de sous-marins des Forces navales françaises libres victime d'une violente tempête ;
- François Le Levé, membre du réseau de résistance "Ceux de la Libération", déporté au camp de concentration de Neuengamme est mort d'épuisement des suites de sa déportation le 20 janvier 1945 à Vannes ;
- Émile Thépaut, résistant déporté au camp de concentration de Dachau, est décédé le 11 octobre 1954 des suites de sa déportation en Allemagne.

#### L'après Seconde Guerre Mondiale
En 1959 le village de Kerbel, qui faisait partie de Locmiquélic, a été rattaché à la commune de Port-Louis, à la demande de ses habitants.
Le centre culturel de Locmiquélic ouvre en 1964.

### LeXXIesiècle
En 2007 une station de sauvetage en mer de la SNSM ouvre à Locmiquélic, pour pallier l'arrêt des missions de sauvetage qui étaient jusque-là assurées par la Marine nationale. La vedette Contre-Amiral Noël-Pays de Lorient, datant de 1990, mais révisée, est alors affectée à cette station de sauvetage.

## Démographie
L'évolution du nombre d'habitants est connue à travers les recensements de la population effectués dans la commune depuis 1921. Pour les communes de moins de 10 000 habitants, une enquête de recensement portant sur toute la population est réalisée tous les cinq ans, les populations de référence des années intermédiaires étant quant à elles estimées par interpolation ou extrapolation. Pour la commune, le premier recensement exhaustif entrant dans le cadre du nouveau dispositif a été réalisé en 2008.

En 2022, la commune comptait 4 094 habitants, en évolution de +0,54 % par rapport à 2016 (Morbihan : +3,82 %, France hors Mayotte : +2,11 %).
| 1921  | 1926  | 1931  | 1936  | 1946  | 1954  | 1962  | 1968  | 1975  |
| ----- | ----- | ----- | ----- | ----- | ----- | ----- | ----- | ----- |
| 3 842 | 3 585 | 3 508 | 3 517 | 3 396 | 3 917 | 4 456 | 4 542 | 4 284 |

| 1982  | 1990  | 1999  | 2006  | 2008  | 2013  | 2018  | 2022  | - |
| ----- | ----- | ----- | ----- | ----- | ----- | ----- | ----- | - |
| 4 002 | 4 094 | 3 945 | 4 125 | 4 178 | 4 141 | 4 021 | 4 094 | - |

## Les ports
Locmiquélic compte deux ports de plaisance, l'un d'eux étant également port de pêche.

### Sainte-Catherine
Ce port, autrefois essentiellement de pêche, est aujourd'hui un havre de paix pour de nombreux bateaux de plaisance. À partir du XIe siècle, l'emplacement de l'actuel port servit sans doute d'embarcadère pour le monastère de bénédictins implanté sur l'île Saint-Michel.
Le quai et la promenade du port portent le nom d'un illustre Minahouet : Raymond Rallier du Baty. Après des études en hydrographie, il offre ses services à Jean-Baptiste Charcot qui part en 1903 pour sa première expédition au Pôle sud. Engagé comme matelot, il assiste néanmoins les scientifiques. Pendant ce séjour, Charcot baptise un îlot et une péninsule du nom de Rallier du Baty. Au retour il obtient son diplôme de capitaine au long cours. Il atteint les îles Kerguelen en 1908, dont il dresse la première carte exacte. Vers 1925, il acquiert l'île du couvent des Récollets. Il meurt en 1977 et est enterré au cimetière de Kerdeff à Locmiquélic.
En sortant du port de Sainte-Catherine pour aller vers la sortie de la rade par la passe Est, on passe au-dessus de l'épave de l'Isère qui transporta la statue de la Liberté de Rouen à New-York, le club de plongée local a mis en valeur l'histoire de cette frégate qui a fini au fond de la rade en 1945 après avoir servi de ponton pour les sous-marins allemands.

### Pen Mané

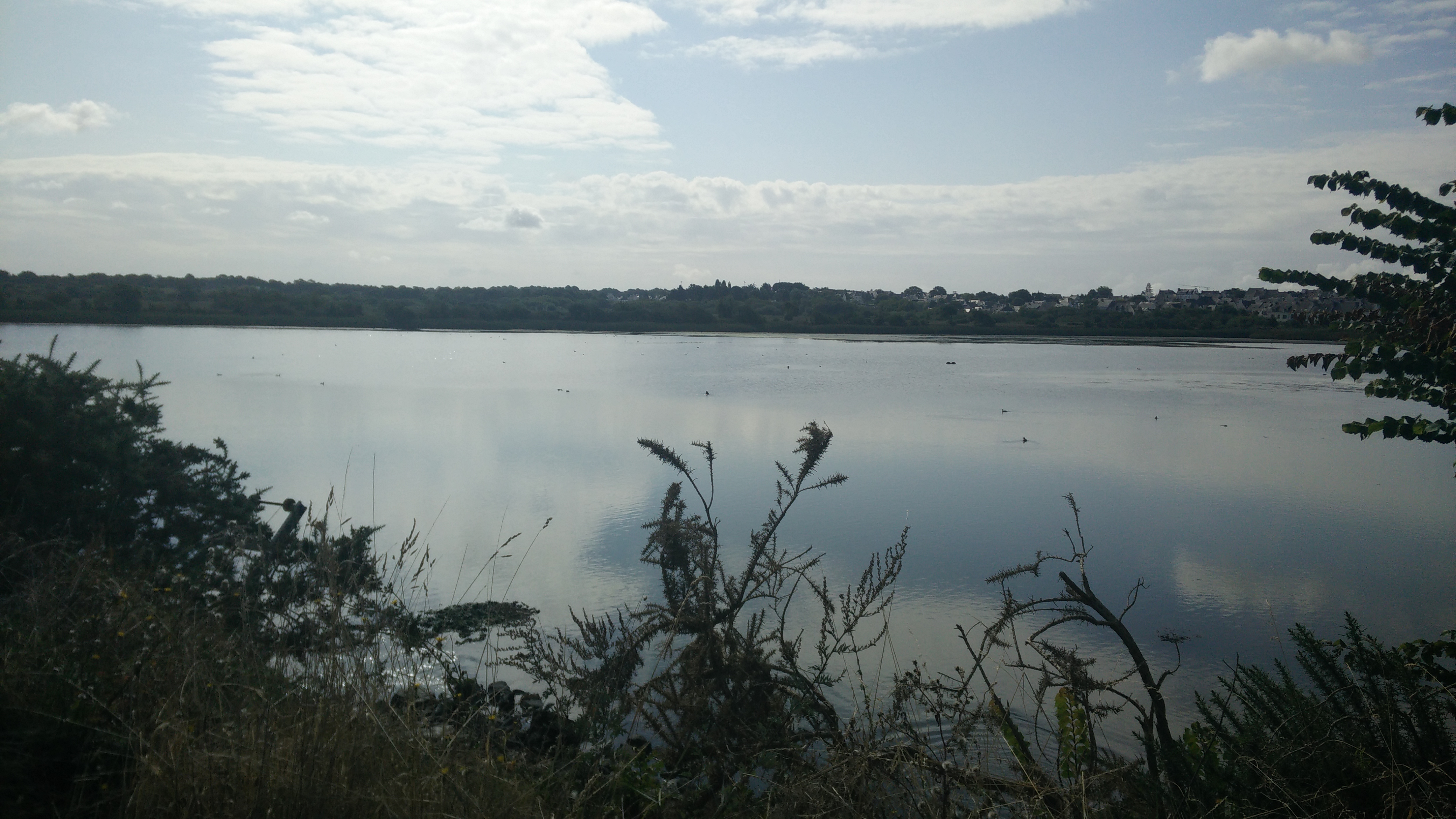
Vue du lagune de Pen Mané depuis la digue, avec la ville au fond.

Au nord de la ville, le quartier de Pen Mané est principalement composé d'un espace naturel protégé, avec réserve ornithologique avec un marais où résident plusieurs espèces d'oiseaux, dont des hérons cendrés, et une lagune formée via une digue bâtie entre 1977 et 1978. Le site est asséché initialement pour servir de zone industrielle. Plusieurs projets sont imaginés pour ce lieu, dont celui d'une centrale thermique au charbon puis un projet de port-décor pour la Société française de production. Le marais est classé Natura 2000 en 2005, pérennisant la sauvegarde de la faune, notamment pour la sauvegarde de la phragmite aquatique, observé dans le marais,.
Au bout du marais se trouve la pointe de Pen Mané, ancien petit port de pêche reconverti dans la plaisance. Au XIXe siècle, ce petit port connaît une forte activité avec la pêche de la sardine. Les cotres sardiniers et les chaloupes reposaient à l'échouage sur la grève faute d'équipements portuaires plus élaborés. De 1920 à 1940, la pêche artisanale au chalut est en plein essor et la langoustine est la plus pêchée dans ce port.
Aujourd'hui, il reste quelques barques de pêcheurs amarrées à Pen Mané. Le port de Pen Mané est désormais essentiellement utilisé par la CTRL pour relier Locmiquélic à Lorient, par bateau. Le marais, quant à lui, a été aménagé au cours des années 2010 pour mettre en valeur la réserve naturelle avec des observatoires et des itinéraires thématiques.

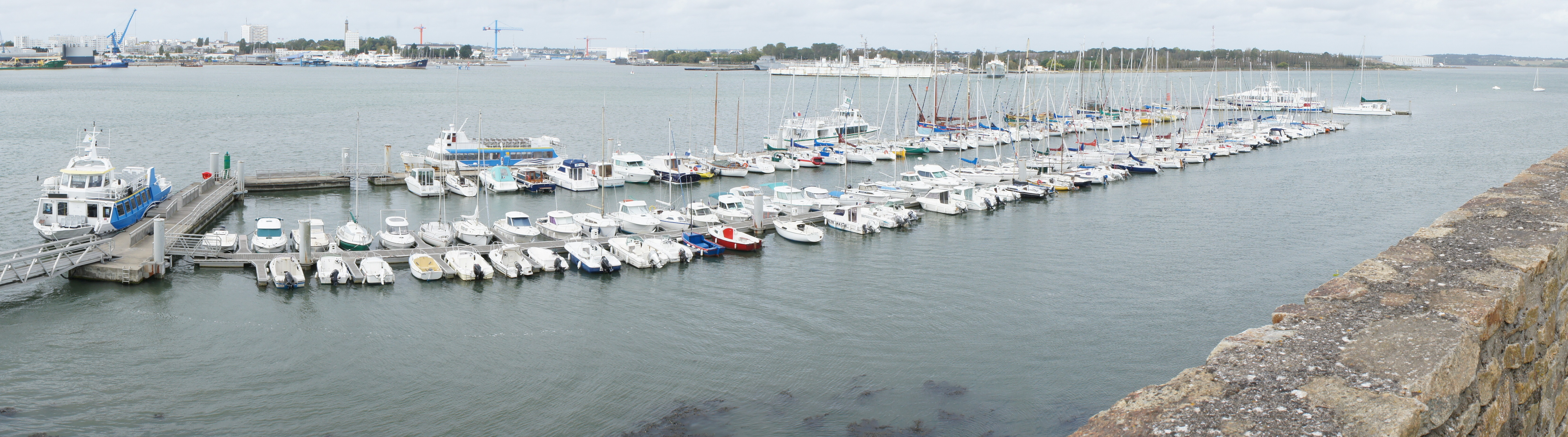
Port de Pen Mané en 2011, avec sur la gauche le bateau-bus de la CTRL.

#### Retranchement de Pen Mané (1761)
Ce retranchement a été édifié pendant la guerre de Sept Ans, alors que les Britanniques venaient d'occuper Belle-Île. Son but était d'empêcher un débarquement des Britanniques sur la presqu'île de Pen Mané. De ce site, ils auraient pu bombarder le port, les installations de la compagnie des Indes et la ville de Lorient.
Ce retranchement, prévu pour une garnison de 800 hommes et construit sur un promontoire, a sa défense tournée surtout vers la terre afin d'empêcher la prise de cette plateforme dominant Lorient. La marine nationale y installe en 1920 une station de radiotélégraphie. Pendant la Seconde Guerre mondiale, les Allemands en font une batterie de défense contre les avions et, en liaison avec la base sous-marine de Lorient, une station de démagnétisation des sous-marins. Il est racheté par la commune de Locmiquélic en 1986 en vue de le restaurer et de l'ouvrir au public. Les travaux sont en cours (2005).

## Blasonnement
|  | Les armoiries de Locmiquélic se blasonnent ainsi : Parti, d’azur à un navire de gueules sous voiles d’argent issant du flanc, et aussi d’azur à un bâtiment d’argent (mairie du lieu) issant de la partition ; au chef d'hermine ; une ancre de sable sans anneau brochant sur les partitions. |

## Politique et administration
La ville fait partie de la communauté d'agglomération de Lorient. En plus des services de bus de la CTRL, la façade maritime permet de se déplacer à Lorient par bateau en peu de temps.

### Liste des maires
| Période           | Période                      | Identité                          | Étiquette    | Qualité                                                                                                 |
| ----------------- | ---------------------------- | --------------------------------- | ------------ | --- |
| 19 octobre 1919   | 4 avril 1920 (démission)     | Jean-Louis Danic                  |              | Premier maître                                                                                          |
| 4 avril 1920      | 31 mai 1931                  | Jules Le Bourdiec                 |              | Agent technique à l'arsenal de Lorient                                                                  |
| 31 mai 1931       | 25 août 1934 (démission)     | Joseph-Marie Le Garff             | Rad.         | Dessinateur à l'arsenal de Lorient                                                                      |
| 3 juin 1934       | 7 octobre 1945               | Emmanuel Le Visage,               | SFIO         | Agent technique des constructions navales Il était le plus jeune maire de France lors de son élection.  |
| 7 octobre 1945    | 1er novembre 1947            | Joseph Guillemoto                 | SFIO         | Ingénieur des travaux de la Marine                                                                      |
| 1er novembre 1947 | 30 novembre 1969 (démission) | Emmanuel Le Visage                | SFIO         | |
| 30 novembre 1969  | 13 mars 1983                 | Louis Le Scouarnec,               | SFIO puis PS | Directeur de l'école publique des garçons Il fit installer le réseau d'égoûts.                          |
| 13 mars 1983      | 18 mars 2001                 | Francis Pahun Père de Jimmy Pahun | DVD          | Capitaine au long cours (notamment du paquebot France) puis directeur d'exploitation du port de Lorient |
| 18 mars 2001      | 5 avril 2014                 | André Le Roux                     | DVG          | Directeur d'école                                                                                       |
| 5 avril 2014      | 3 juillet 2020               | Nathalie Le Magueresse            | PS puis DVG  | Ancienne assistante parlementaire, ancienne adjointe 4e vice-présidente de Lorient Agglomération        |
| 3 juillet 2020    | 17 janvier 2023 (démission)  | Philippe Berthault                | DVD          | Retraité de la gendarmerie                                                                              |
| 26 janvier 2023   | En cours                     | Éric Paturel,                     |              | Chef d'entreprise, ancien adjoint                                                                       |

### Vie culturelle et économique

#### Calendrier annuel des animations
| Mois               | Animation                       |
| ------------------ | ------------------------------- |
| Juin               | Fête de la musique              |
| Juillet            | Fête du Port à Sainte-Catherine |
| 2e week-end d'août | Fête des langoustines           |

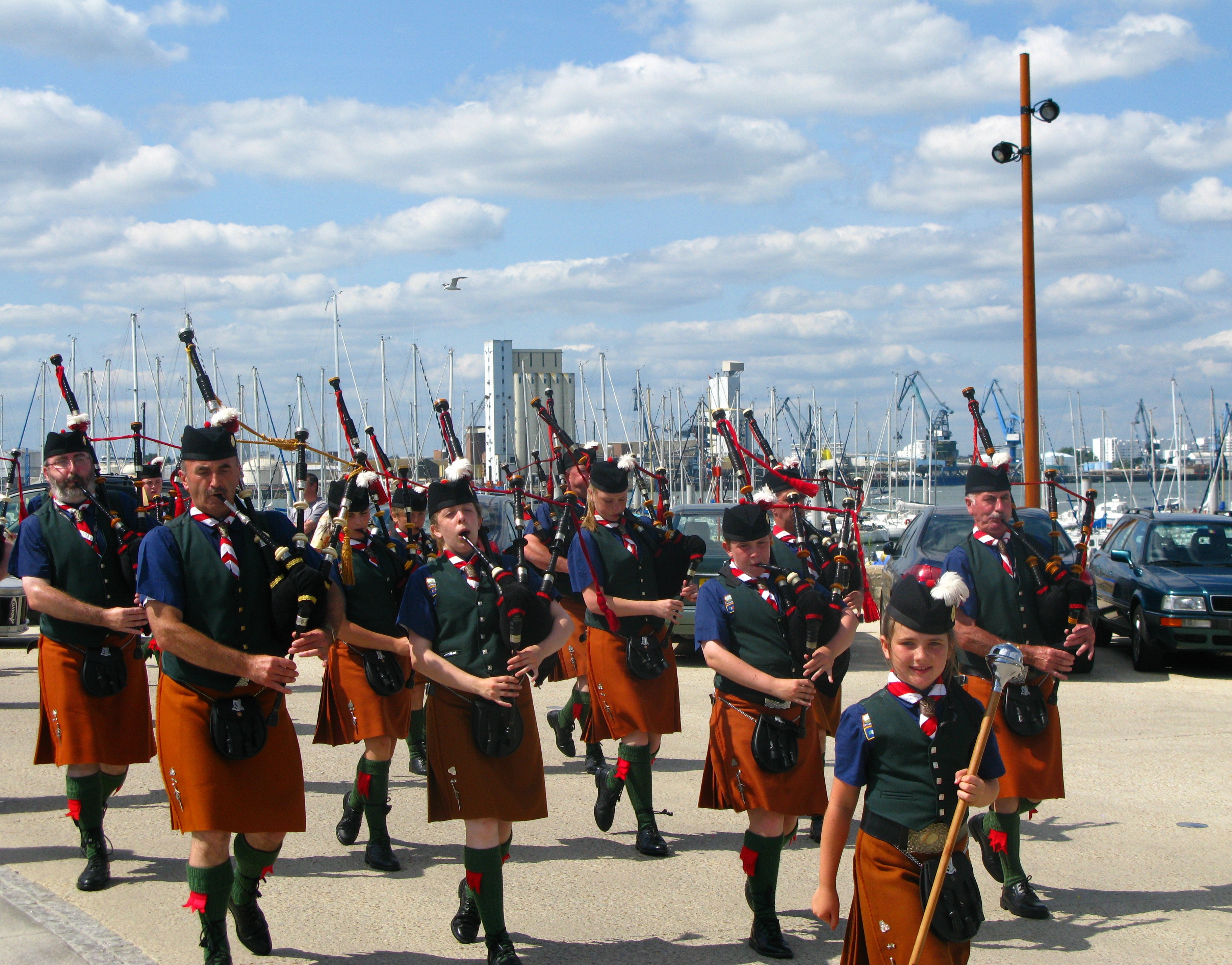
De La Salle Scout Pipe-band lors du Fête des Langoustines 2009.
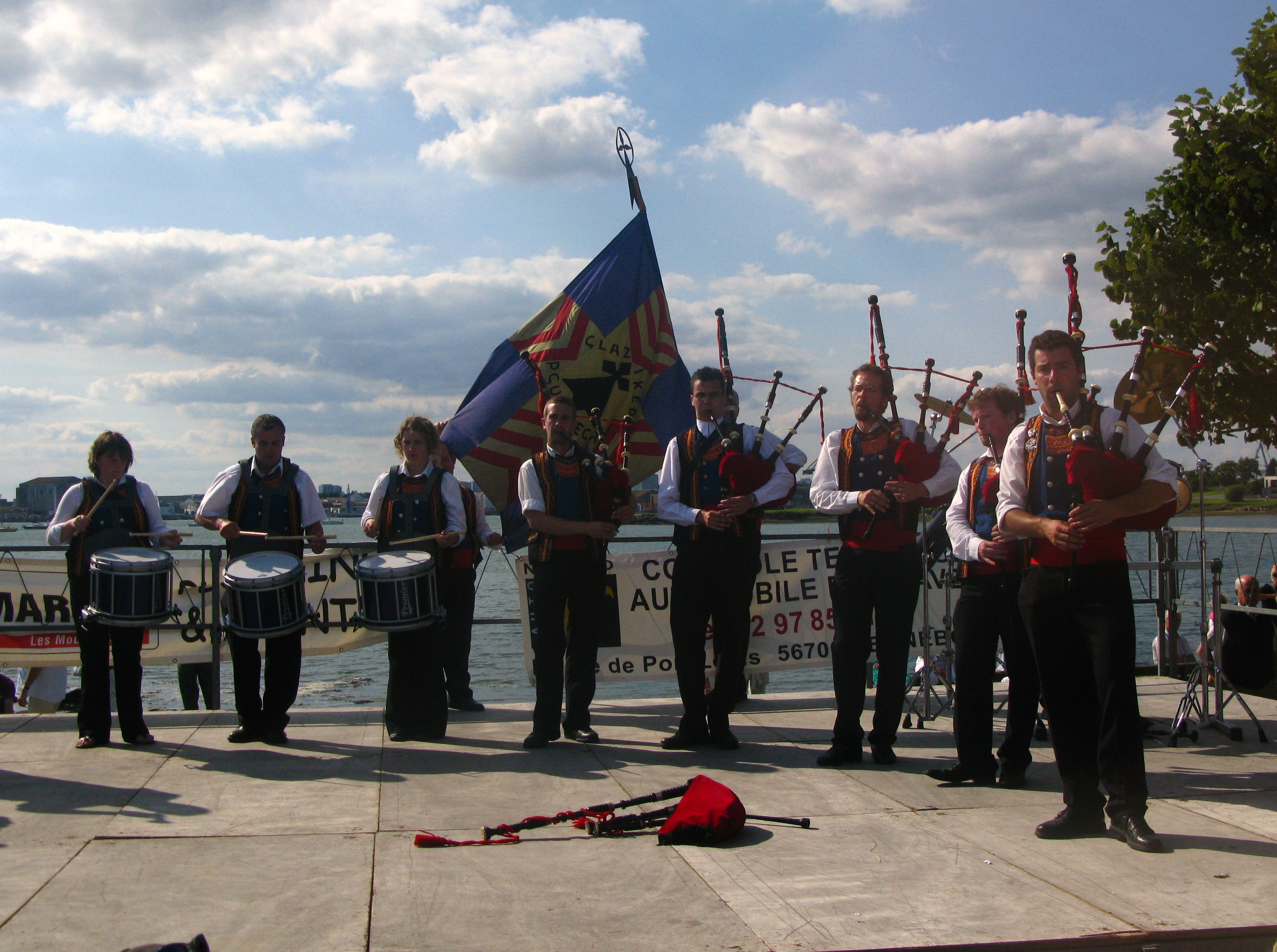
Bagad glaziked Pouldregad lors de la Fête des Langoustines 2009.

#### Équipements culturels et commerciaux
- Grande rue commerçante, une zone industrielle de 3 ha avec 15 entreprises.
- Bibliothèque-médiathèque
- Tous commerces en centre-ville, supermarchés. Le vendredi est le jour de marché.

#### Activités industrielles
- Les chantiers navals Bernard ont construit de nombreux bateaux, principalement des canots de sauvetage pour la Société nationale de sauvetage en mer et des bateaux pilotes.

## Culture locale et patrimoine

### Lieux et monuments
- Église Saint-Michel : une grande église moderne a été bâtie en 1970 en remplacement de l'ancienne chapelle qui datait de 1870, devenue trop petite, qui servit d'église paroissiale jusqu'en 1972[95]. Des vitraux de Pierre de Vorsent décorent la nouvelle église qui servent également de Chemin de croix[96].
- L'étang et le moulin à marée de Sterbouest : construit à la demande d'Amette De Kergroèzes, abbesse de l'Abbaye de la Joie d'Hennebont, il est mis en service vers 1485 et possédait 4 meules (une pour le froment, une pour le seigle, deux pour le mil. Devenu bien national lors de la Révolution française, il est attribué à l'Hôpital Saint-Nicolas de Vannes, puis vendu à des meuniers en 1817, fonctionnant jusqu'en 1897, avant que les lieux soient transformés pendant quelques années en briqueterie au début du XXe siècle. L'ancien étange, poldérisé, est envahi par la végétation naturelle. Le GR 34 en fait désormais le tour[97].

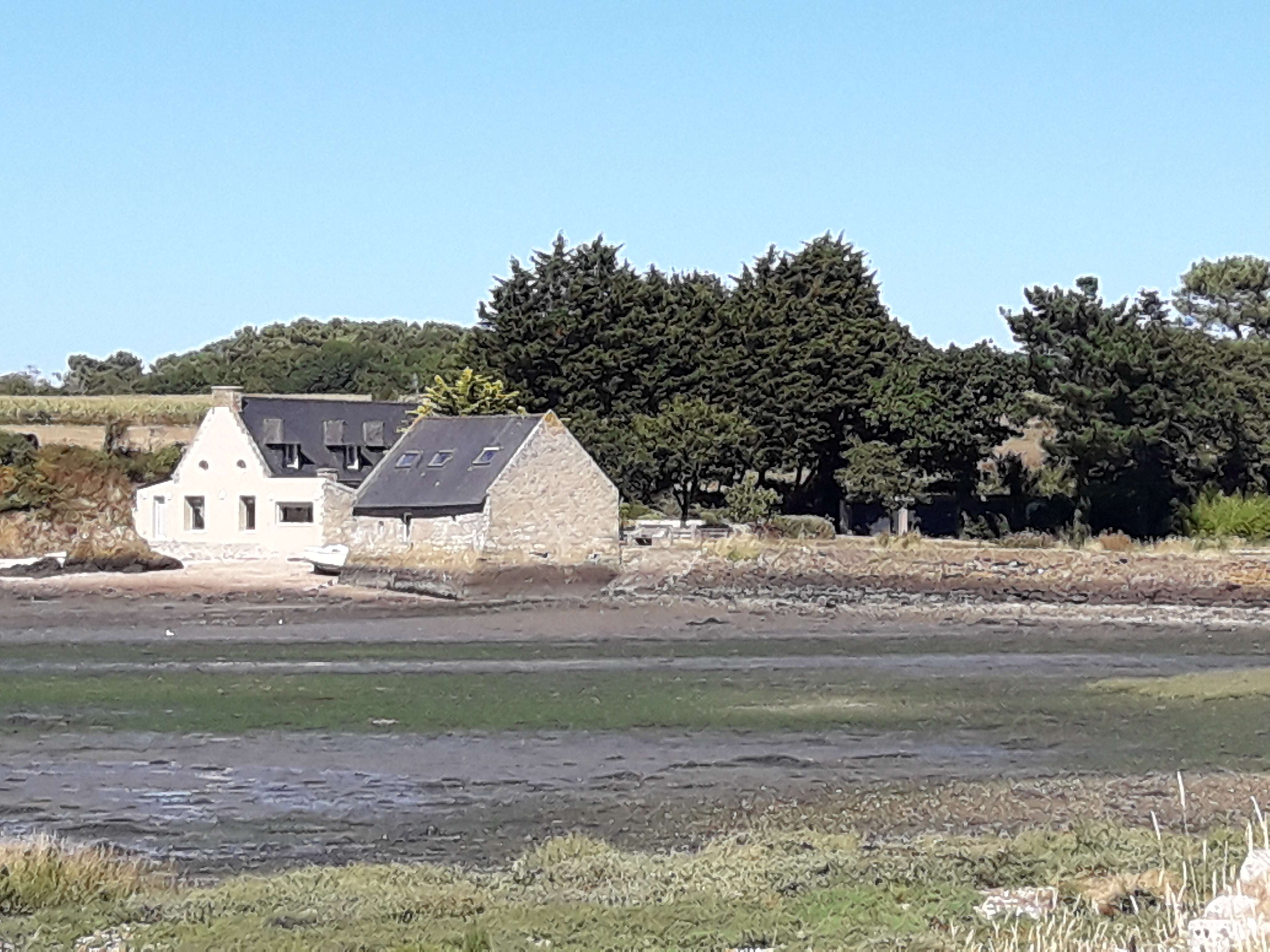
Le moulin à marée de Sterbouest.
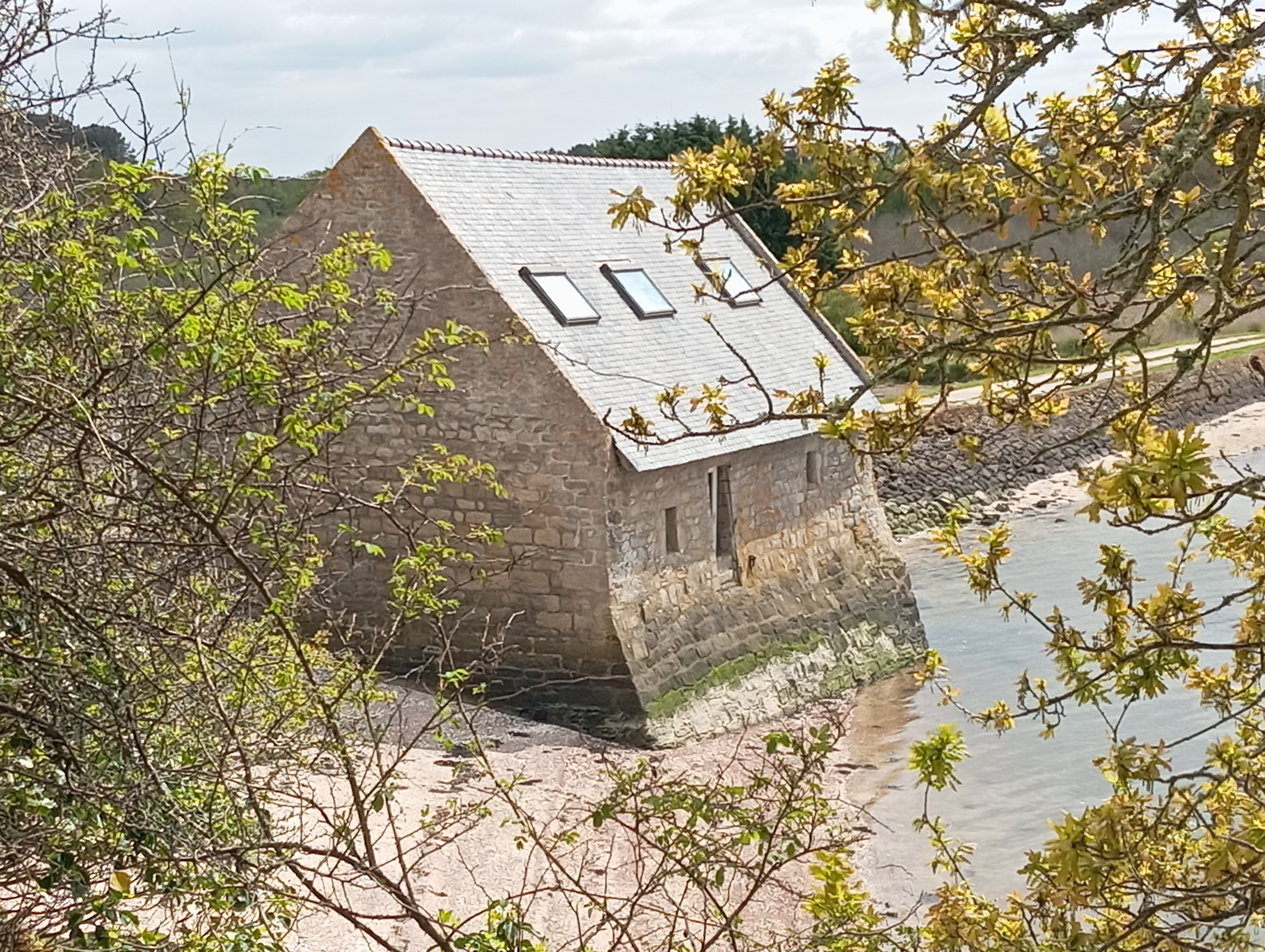
Le moulin à marée de Sterbouest.

### Origine du terme Minahouët
Le minahouët est un outil utilisé dans la construction des bateaux en bois. À l'époque, beaucoup de monde croyait que ce mot désignait un outil utilisé uniquement à Locmiquélic, d'où le surnom de leurs habitants. Cette coutume est restée dans les mœurs et les habitants sont encore surnommés ainsi aujourd'hui.
Une association culturelle locale, la "Mémoire des Minahouets" en a repris le nom

### Personnalités liées à la commune
- Raymond Rallier du Baty (1881-1978), navigateur et explorateur, a habité Locmiquélic.
- Jacques Chazot (1928-1993), danseur né à Locmiquélic ;
- Tanguy Le Turquais (1989-) et Clarisse Crémer (1989-), couple de skippeurs professionnels résidant à Locmiquélic depuis 2018.
- Jean-Yves Monnat (1942-2023), biologiste et universitaire français.
- Thierry Gahinet (1953-), chanteur né à Locmiquélic